# Anauxesis singularis
Anauxesis singularis är en skalbaggsart som beskrevs av Aurivillius 1908. Anauxesis singularis ingår i släktet Anauxesis och familjen långhorningar. Inga underarter finns listade i Catalogue of Life.